# Morainville
Morainville település Franciaországban, Eure-et-Loir megyében. Lakosainak száma 17 fő (2022. január 1.).

## Népesség
A település népességének változása:
| Lakosok száma | 48   | 37   | 25   | 25   | 30   | 30   | 22   | 17   | 16   | 17   |
|               | 1968 | 1982 | 1990 | 2006 | 2013 | 2015 | 2017 | 2019 | 2020 | 2022 |